# 스낵 바스에
스낵 바스에(일본어: スナックバス江)는 포비든 시부카와(Forbidden Shibukawa)가 쓰고 그린 일본 만화 시리즈이다. 2017년 7월부터 슈에이샤의 세이넨 만화 잡지 주간 영 점프에 연재되고 있다. 스튜디오 푸유카이(Studio Puyukai)가 각색한 애니메이션 TV 시리즈는 2024년 1월에 첫 방송되었다.

## 미디어

### 만화
포비든 시부카와가 글과 그림을 그린 스낵 바스에는 2017년 7월 13일 슈에이샤의 세이넨 만화 잡지 주간 영 점프에서 시작되었다. 슈에이샤는 해당 챕터를 개별 단행본으로 모았다. 1권은 2018년 2월 19일에 발매되었다. 2023년 6월 19일 현재 13권이 발매되었다.

### 애니메이션
2023년 6월, 만화가 애니메이션화될 것이라고 발표되었다. 나중에 스튜디오 퓨카이(Studio Puyukai)가 애니메이션을 제작하고 시리즈의 대본을 쓰고 감독하고 애니메이션 감독을 맡은 아시나 미노루가 감독 한 TV 시리즈로 확인되었다. 토미야마는 캐릭터 디자이너, 총 애니메이션 감독을 맡았고, 오쿠보 준이치는 사진 합성 감독을, 고 후미유키는 사운드 감독을, 후루야 유지는 음향 효과를 맡았다. 비트 그루브 프로모션(Bit Groove Promotion)은 사운드 제작에 공로를 인정받았다. 코와시 쇼타가 음악을 작곡했고, 포니 캐니언(Pony Canyon)이 음악 제작에 참여했다. 이 시리즈는 2024년 1월 13일 도쿄 MX 및 기타 네트워크에서 첫 방송되었다. 오프닝 주제가는 리리코와 사타카 료헤이가 출연한 오토나리의 "Ura Omote Aquarium"(우라오모테아크아리움)이다. 크런치롤은 아시아 이외의 지역에서 시리즈 라이선스를 취득했다. 미디어링크는 남아시아 및 동남아시아 지역에서 시리즈 라이선스를 취득하고 애니원 아시아 유튜브(Ani-One Asia YouTube) 채널에서 스트리밍했다.